# Estación de Villafranca del Panadés
Estación de Villafranca del Panadés vasútállomás Spanyolországban, Vilafranca del Penedès településen.

## Vasútvonalak
Az állomást az alábbi vasútvonalak érintik:
- Barcelona-Vilafranca-Tarragona-vasútvonal

## Kapcsolódó állomások
A vasútállomáshoz az alábbi állomások vannak a legközelebb:
- Estación de Els Monjos (Estació de Sant Vicenç de Calders, Rodalies Barcelona 4-es vonal)
- Estación de La Granada (Estación de Manresa, Rodalies Barcelona 4-es vonal)